# Saint-Aupre
Saint-Aupre är en kommun i departementet Isère i regionen Auvergne-Rhône-Alpes i sydöstra Frankrike. Kommunen ligger i kantonen Voiron som tillhör arrondissementet Grenoble. År 2022 hade Saint-Aupre 1 200 invånare.

## Befolkningsutveckling
Antalet invånare i kommunen Saint-Aupre
Referens:INSEE